# Моро, Ромуальдо
Ромуальдо Моро (исп. Romualdo Moro; 9 августа 1929, Монтевидео — 19 июня 2001, Сантьяго) — уругвайский футболист, игравший на позиции нападающего.

## Карьера
До 1956 года Моро играл за чилийский клуб «Универсидад Католика». В сезоне 1954 он вместе с командой стал победителем национального чемпионата. В 1956 году футболист приехал в Италию и присоединился к «Наполи». Ромуальдо дебютировал в итальянской Серии А 2 декабря того же года в игре против «Фиорентины», которая завершилась со счётом 1:1. В следующей встрече он забил свой первый гол за фиолетовых в ворота «Удинезе». Всего же в сезоне 1956/57 Моро провёл за партенопейцев 12 матчей и 5 раз отметился забитыми мячами. По итогам того сезона коллектив из Неаполя поделил 11 место Серии А с «Виченцей» и «Падовой». В 1957 году уругваец был отпущен из клуба.

## Дальнейшая жизнь
После окончания карьеры футболиста Ромуальдо Моро поселился в Чили и открыл собственный ресторан под названием El Ídolo. Уругваец умер в Сантьяго 19 июня 2001 года.

## Титулы
- Чемпион Чили (1): 1954